# Mōri Terumoto
Mōri Terumoto (毛利 輝元, né le 22 janvier 1553, mort le 27 avril 1625), général japonais, est le fils de Mōri Takamoto et descendant d'une des plus grandes familles japonaises. Il se bat contre Toyotomi Hideyoshi mais, finalement vaincu, il participe à de nombreuses batailles aux côtés de ce dernier (il participe notamment à la campagne de Kyūshū en 1587). Il construit aussi le château de Hiroshima.
Terumoto est un des membres du conseil des cinq Anciens avec Ukita Hideie, Maeda Toshiie, Uesugi Kagekatsu et Tokugawa Ieyasu. Il se range cependant contre Ieyasu Tokugawa à la bataille de Sekigahara à laquelle il ne participe pas. Vaincu, il défend Hideyori Toyotomi lors du siège d'Osaka.
Ieyasu Tokugawa annexe ses terres, ne lui laissant que les provinces les plus à l'ouest : Nagato et Suo d'un revenu de (369 000 koku au total).
Malgré cela, Terumoto Mori est un général admirable et respectable et il dirige exemplairement ses domaines jusqu'à sa mort.